# Sexion d'assaut
Pour l’article ayant un titre homophone, voir Section d'assaut.
Sexion d'Assaut est un groupe français de hip-hop, originaire de Paris,actif entre 2002 et 2013, puis entre 2016 et 2022. Formé en 2002, il se compose de huit membres : Maître Gims, Barack Adama, Lefa, Maska, Doomams, JR O Crom, Pétrodollars et Black M.
Le groupe publie son premier album studio intitulé L'École des points vitaux en mars 2010. Il est suivi d'abord d'une mixtape sous forme CD/DVD intitulé En attendant L'Apogée : les Chroniques du 75 en avril 2011, puis d'un deuxième album studio intitulé L'Apogée en mars 2012, qui vaut à Sexion d'Assaut deux NRJ Music Awards le 26 janvier 2013, dans les catégories « groupe/duo francophone de l'année » et « chanson francophone de l'année » pour Avant qu'elle parte. À la suite de l'immense succès de L'Apogée, tous les membres du groupe décident de se lancer dans une carrière solo. Le groupe prévoit de se reformer en 2020 avec un troisième opus, Le Retour des Rois, et une tournée nationale prévue en 2021. Mais l'album est annulé malgré le fait que la tournée ait bien eu lieu.

## Biographie

### Débuts (2002–2004)
Le groupe Sexion d'Assaut est formé en 2002 en tant que collectif,. Il compte initialement une trentaine de membres originaires de Paris et sa banlieue, puis seuls les plus attachés à Sexion d'Assaut y sont restés. Le collectif se forme tout d'abord autour du groupe Assonance (L.I.O, Adams Diallo, Lefa et Maska), Prototype 3015 (Gims, JR O Crom & K.A.N.M.S) ainsi que d'autres groupes. Peu après, les artistes solos Black M et Doomams entrent dans le collectif. Le groupe interne 75 Neces'R, composé de Scrib'R, Akeur et Rod'R, sort en format cassette le premier projet officiel du collectif en 2002 : une mixtape éponyme, avec des rappeurs underground comme le groupe FMR ou le rappeur H Magnum.
En 2005, les noms des groupes Assonance et Prototype 3015 disparaissent au profit du 3e Prototype. Ce groupe comportait Adams Diallo, Lefa, Maska, Gims et JR O Crom. Il y avait également les artistes solos Black M, Doomams, R-Mak, Balistik, Anraye et L.I.O. (qui était à l'étranger à cette période), avec Jiba Jiba (Amos), Baby Joe (Jonathan Seri) et Dim'One (Khadim Lo) comme managers.
Les premières scènes du groupe ont lieu à l'occasion de fêtes de la musique ou de fêtes à la mairie. C'était à l'époque de Gang Yaba Gang. Le jeune groupe se cotise pour louer des heures au studio, se faire confectionner des t-shirts et, peu à peu, s’imposer sur la scène parisienne. 

### Les premiers projets(2005–2008)
La rencontre du groupe avec Dawala, fondateur du label Wati B, au départ producteur d'Intouchable dont Dry est issu et toujours sur le label, s'effectue peu de temps après à Châtelet-Les Halles, organisée par H Magnum.
C'est vers le 1er avril 2006 que sort le premier projet d'un membre du collectif. Il s'agit de Black Mesrimes avec son titre Le Pacte, maxi produit en tacite complicité avec un proche, Bakry. Ce maxi contient huit titres dont l'introduction, Le Coup final, met en vedette Adams Diallo, Gims et Anraye.
Si les collaborations avec Dry se font nombreuses, Demon One est assez distant du groupe, avec seulement une participation à la chanson Interdit en radio, en trio avec Dry et Adams Diallo, sur la compilation Interdit en radio Vol.2.
Le 13 mai 2006, la première mixtape du groupe interne 3e Prototype, La Terre du milieu, est publiée sous le label Wati B. Doomams participe au morceau Freestyle — de même pour Black Mesrimes, qui apparaît deux fois. R-Mak assure un interlude. À noter aussi une apparition d'Anraye.
Balistik, le membre « fantôme » du collectif, apparaît une unique fois sur le titre Ça va ça vient. Le morceau On t'a humilié contribue à la polémique autour du groupe concernant l'homophobie en septembre 2010. L.I.O., parti étudier aux États-Unis, ne fait son retour au sein du groupe qu'en 2010 sous le nom de L.I.O. Pétrodollars.
Le 7 décembre 2006, c'est au tour de Maître Gims de se lancer en solo, avec un maxi intitulé Ceux qui dorment les yeux ouverts, auquel participent Koma de la Scred Connexion, sur la chanson homonyme, ainsi qu'une collaboration avec le groupe au complet sur le titre Tsunami permanent. En juin 2007, le groupe sort son premier clip, Histoire pire que vraie, suivi quelques mois plus tard par Anti-tecktonik.
Le premier street album du 3e Prototype, intitulé Le Renouveau, est publié le 4 avril 2008 sous le label Wati B, dans lequel on retrouve les deux morceaux précédemment clippés, ainsi que des featurings avec Doomams sur le titre Fils de lâche, Dry sur Normal, Kizito sur Rescapé et R-Mak sur Gotham City, sans oublier, comme à l'accoutumée, un bon nombre de feats avec Black Mesrimes. Peu de temps après, R-Mak quitte le collectif pour se consacrer à une carrière solo.
Directement après la sortie du street album, l'équipe travaille sur Les Chroniques du mois deux chansons inédites ainsi qu'un freestyle sont publiés chaque mois entre juillet et novembre 2008. Pendant le mois de décembre, le groupe sort trois street clips : À 30 %, Où sont les kickeurs? et Ah ouais paraît qu'j'suis doué, dont le troisième contient le clip du morceau Même pas l'SMIC. Le 5 janvier 2009, Les Chroniques du 75 Vol. 1 est publiée sur Internet, une net-tape qui regroupe les sons des Chroniques du mois, quelques morceaux du street album Le Renouveau et de la mix-tape La terre du milieu et quelques inédits. Cette net-tape avait pour but d'élargir leur public, d'environ 3 000 personnes à l'époque selon leurs dires, et de faire de la promo pour le street album suivant.

### L'École des points vitaux(2009–2010)

Gims en concert avec la Sexion d'assaut à Cléon le 22 février 2010.

Le groupe publie son premier street album L'Écrasement de tête le 4 mai 2009. Ils acquièrent une notoriété auprès du grand public grâce à deux clips : T'es bête ou quoi ? et Wati bon son en collaboration avec Dry. Afin de promouvoir le film Ong-bak 2 : La Naissance du dragon, le titre t'es bête ou quoi est utilisé pour la bande originale du film, comportant des images du film. Lefa annonce dans le Rap Mag de mars 2010 la dissolution du groupe 3e Prototype depuis la sortie de ce street album. Par conséquent, Sexion d'Assaut n'est plus un collectif, mais un groupe à part entière. Ce street album leur permet d'entamer leur première tournée avec de nombreuses dates dans toute la France, où il est attendu dans des salles pleines, à leur grande surprise.
Le premier album du groupe, L'École des points vitaux, est publié le 29 mars 2010,, chez Sony Music. Il est celui dans lequel participe Pétrodollars, sur la chanson Paname lève-toi. L'album rencontre un énorme succès, et se vend à plus de 19 000 exemplaires la première semaine. Des titres comme Casquette à l'envers, L'École des points vitaux ou encore Mon gars sûr sortent du lot. Le titre Casquette à l'envers n'est pas sorti à cause des déclarations de Nadine Morano, mais il aurait pu, comme le confie le groupe à Mustapha El Atrassi lors d'une interview télévisée : « On aurait pu faire cette chanson après les déclarations récentes de Nadine Morano. La secrétaire d’État avait affirmé : « Moi ce que je veux d’un jeune, quand il est français, c’est (…) qu’il ne parle pas verlan, qu’il ne mette pas sa casquette à l’envers. C’est une façon de dire que l’habit ne fait pas le moine ». L'album est certifié disque d'or trois semaines après sa sortie. Le titre de l'album L'École des points vitaux est un clin d'œil au manga Hokuto No Ken (Ken le Survivant en France). On peut remarquer en dernière page de la pochette de L'École des points vitaux que Lefa écrit sur une feuille blanche : « Prochain album : L'APO ». Cela indiquerait un semblant de titre ou un acronyme pour un nouvel album : L'Apogée. L'album L'École des points vitaux compte au total plus de 400 000 exemplaires vendus,, et est certifié triple disque de platine.
Les titres Casquette à l'envers, J'ai pas les loves, Wati by Night, et le tube Désolé remportent un immense succès auprès du grand public. Changement d'ambiance fait partie de la bande originale du film L'Agence tous risques. Ces morceaux sont mis sous forme de clips tout au long de l'année 2010. Sexion d'Assaut entame une nouvelle tournée dans toute la France, notamment en première partie du duo de rap le plus célèbre de l'hexagone, Suprême NTM, le 19 juin 2010 au Parc des Princes. Le 6 juin à Bercy, ils devaient faire la première partie du rappeur américain Jay-Z, mais en raison d'un manque de considération de la part de leurs homologues américains, ils décident de ne pas faire la première partie du concert. Ils sont également le sujet de nombreuses parodies ou autres plaisanteries, comme dans le SAV des émissions d'Omar et Fred sur Canal +, Willaxxx, ou encore dans un clip de Kevin Razy et des autres membres de Sexion d'Homos. Ils font partie des premiers artistes français à dépasser le million de fans (avec les Daft Punk et David Guetta) sur le site communautaire Facebook, en août 2010[réf. souhaitée].

### L'Apogée(2011–2012)

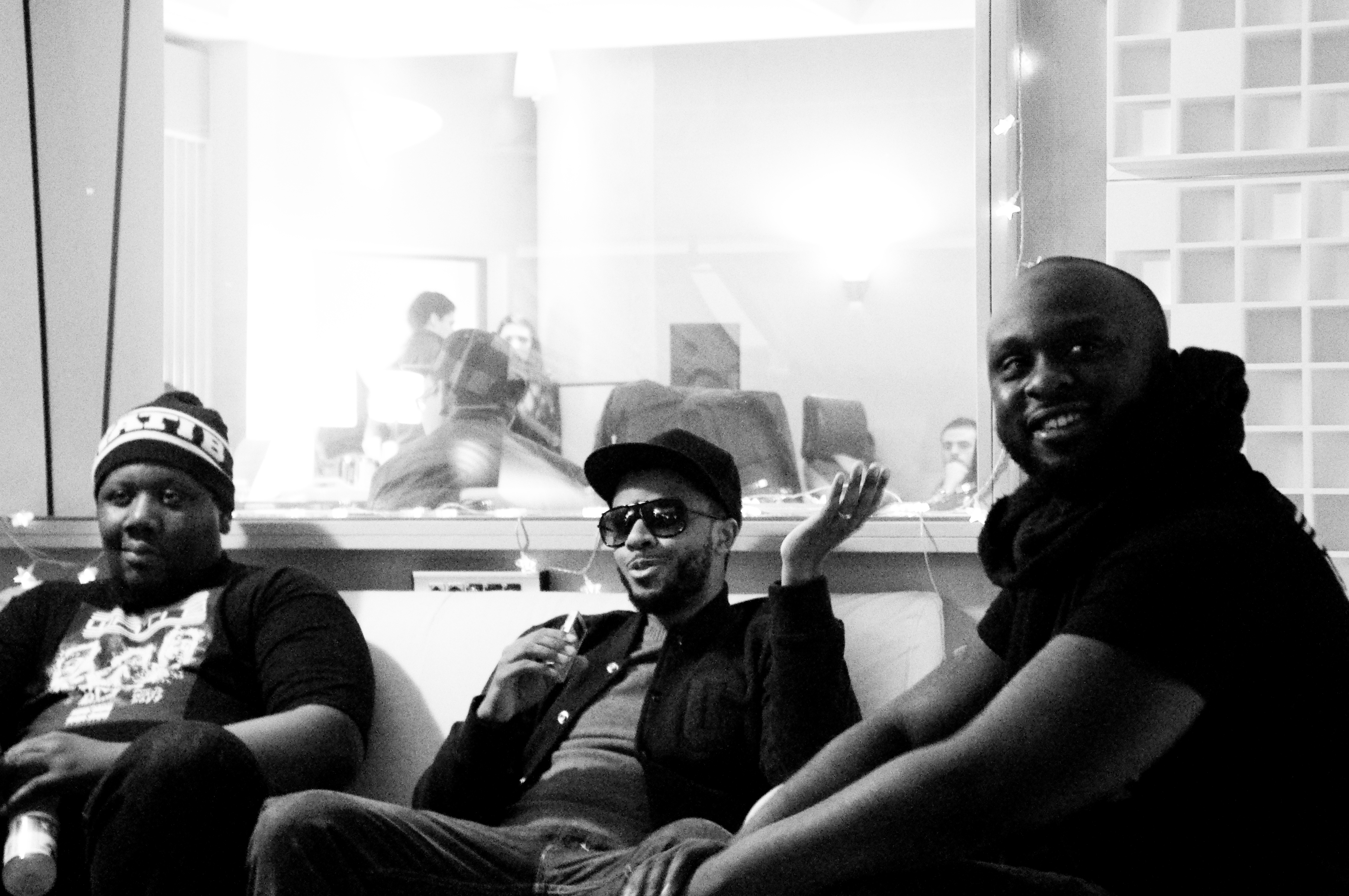
Quelques membres de la Sexion d'assaut ici en 2012: JR O Crom, Lefa et Adama.

Le 4 avril 2011, le groupe sort une mixtape intitulée En attendant L'Apogée : les Chroniques du 75. Porté par des titres comme Paris va Bien, Qui t'a dit ou À bout de souffle, Le CD/DVD se vend à plus de 150 000 exemplaires. L'intégralité des morceaux du projet bénéficie d'un clip sur le DVD, accompagné d'un documentaire exclusif sur le parcours du groupe.
Le 18 novembre 2011, Sexion d'Assaut met en ligne un freestyle intitulé Welcome to the Wa. Dans cette nouvelle vidéo, ils annoncent que le premier extrait de L'Apogée se nommera Mets pas celle-là, qui sortira le 11 décembre 2011 sur le Facebook officiel de Sexion d'Assaut. Dans cette vidéo, Adams et Gims confirment également que l'album est complètement fini. L'album est officiellement publié le 5 mars 2012. Le 20 décembre 2011 sort Welcome to the Wa Part II, et à la fin du freestyle, Black M annonce que le prochain extrait de L'Apogée s'appellera Disque d'or, sur le Facebook officiel du groupe, le vendredi 30 décembre. Le jeudi 5 janvier, en direct sur Skyrock, Sexion d'Assaut livre en exclusivité le troisième extrait de L'Apogée.
Lors de Planète Rap, le groupe fait part de leur nouvel extrait Avant qu'elle parte, disant qu'il s'agit d'une musique différente des autres parce que celle-ci est sentimentale. Cette chanson est probablement un hommage à la mère de JR O Crom qui, selon les paroles, serait partie trop tôt.
L'Apogée est publié le 5 mars 2012. Le jour même de la sortie, il se vend à 10 000 exemplaires[réf. souhaitée]. L'album est certifié disque d'or la première semaine après avoir vendu 66 000 exemplaires[réf. souhaitée]. Deux semaines après la sortie, l'album est certifié disque de platine[réf. souhaitée]. Environ deux mois après sa sortie l'album est déclaré double disque de platine[réf. souhaitée]. Le 22 mai 2012, ils remplissent la salle de Bercy pour la première fois. Le CD/DVD de ce concert doit sortir le 19 novembre 2012. Le deuxième Bercy de Sexion d'Assaut se déroula le 15 octobre 2012. À la fin du concert, Maska annonce que la réédition de L'Apogée sera disponible dans les bacs à partir de janvier 2013. Le 22 octobre 2012, l'album L'Apogée est certifié disque de diamant avec plus de 539 000 exemplaires vendus. L'album est réédité le 19 novembre, en même temps que le DVD du concert de Bercy.

### Consécration (2013–2019)
Après l'immense succès de L'Apogée, Sexion d'Assaut remporte deux NRJ Music Awards le 26 janvier 2013 dans les catégories de « groupe/duo francophone de l'année » et de la « chanson francophone de l'année » pour Avant qu'elle parte,. Deux jours plus tard sort la vidéo Welcome to the WA Part. 4 avec un documentaire retraçant les NRJ Music Awards de Sexion d'Assaut,.
Au début de 2013, des rumeurs circulent sur une éventuelle séparation de Sexion d'Assaut. À ces rumeurs, Black M répond : « Mais qui vous a dit "la Sexion se sépare" ? Maitre Gims sort le 20 mai Subliminal, moi fin d’année ! Lefa pause musicale (vie personnelle) JR et Doomams vous préparent des surprises, Maska aussi, toujours sous le nom du label WATI B selon les rumeurs! » Le 31 janvier 2013, le site web spécialisé Booska-P réalise un documentaire intitulé Wati cérémonie, ou Wati cérémonie des Oscars, sur le triomphe de Sexion d'Assaut aux NRJ Music Awards. Dans la vidéo, Gims annonce dans C'Cauet que son album solo Subliminal sortira le 20 mai 2013 et que cet album sera suivi de l'album solo de Black M prévu pour fin 2013, celui de Maska prévu pour courant 2014, un projet entre Doomams et JR O Crom prévu dans le courant 2014. En mars 2013, JR O Chrome et Doomams participent à la bande originale du film La Cité rose, avec le titre Si j'avais su, en collaboration avec Jmi Sissoko et Exta ; est également sorti un livre qui retrace la vie de Gims et une bande dessinée. Le 28 septembre 2013, le groupe se retrouve au Stade de France pour le concert Urban Peace 3 qui rassemble également IAM, Orelsan, Youssoupha, La Fouine, Psy 4 de la rime et Stromae. Gims se produit également en solo à cette occasion. En décembre 2013, Maître Gims est une nouvelle fois nommé aux NRJ Music Awards, mais cette fois-ci en solo, dans la catégorie « meilleur artiste masculin ». Cependant, c'est Stromae qui remporte ce trophée.

### Le Retour des Rois(2020–2022)
Après un ou plusieurs albums solos, le groupe souhaiterait revenir avec un nouvel album, intitulé Le Retour des Rois. Tandis que Gims souhaite conquérir le marché américain avec son troisième album (Ceinture Noire) sorti le 23 mars 2018, Black M est en tournée dans toute la France et sort la réédition de son album (Éternel Insatisfait) le 17 novembre 2017, Barack Adama travaille sur sa première mixtape (La Propagande, saison 2) le 21 février 2017, Lefa sort son deuxième album (Visionnaire) le 22 septembre 2017, Maska sa nouvelle mixtape (Akhal-Téké) le 13 octobre 2017 et L.I.O Pétrodollars un retour sur son premier EP (Outre Monde)  le 19 octobre 2017. JR O Crom et Doomams travaillent eux aussi sur leurs projets solo respectifs. Il devient donc actuellement compliqué de réunir tous les membres dans un même studio. Cinq ans plus tard, Gims annonce le retour de la Sexion d'Assaut, et puis sur scène, Lefa confirme le retour de la Sexion d'Assaut le jeudi 14 décembre au soir, lors d'un concert à La Maroquinerie,.
En février 2017, à cause d'un problème de droits d'auteurs, Gims décide de quitter le Label Wati B ce qui par la même occasion assombrit la possibilité d'un retour du groupe, étant lui-même signé chez Wati Bavec ses collaborations du troisième album de la Sexion d'Assaut. Aucune information sur le groupe ne filtre jusqu'à une interview de Black M accordée à Mouv' (août 2017), lors de laquelle il révèle l'information suivante : « On va repartir en tournée, surement les Zéniths de toute la France comme d'habitude ». C'est ensuite au tour de Gims, lors d'une interview pour le concert de la tolérance à Agadir en octobre 2017, de révéler plus d'informations sur le retour du groupe : « Mon troisième album s'intitule Ceinture noire, il sortira l'année prochaine. Et le retour de Sexion d'Assaut se fera juste après mon prochain album », « On en parle beaucoup entre nous. Après on ne communique pas encore dessus, parce qu'il y a beaucoup de plannings qui sont assez compliqués à articuler ensemble. Une fois qu'on sera vraiment prêts et qu'on saura où on va, ça ira tout droit. On n'a pas de date. Mais s’il y a un retour, on va pas attendre 2020. ».
Le 26 février 2018, le rappeur et auteur-compositeur-interprète Barack Adama parle du retour de la Sexion d'Assaut avec le prochain album Le Retour des Rois, dans l'émission #RouleAvecDriver sur OKLM.
Fin 2019, Black M annonce le retour de la Sexion d'Assaut pour 2020. Le 27 mars 2020, lors d'un live Instagram avec Dadju, Gims lui répond qu'il confirme un nouvel album Le Retour des Rois pour cette année,,. "Là on est dans les négo', de qui, ou, l'album va sortir, avec qui il sera distribué. Tu connais, les trucs un peu techniques." Le 29 mars 2020, le premier album de la Sexion d'Assaut : L'École des points vitaux fête ses 10 ans. Le 31 mars 2020, Sexion d'Assaut ouvre un compte Instagram officiel avec en bio "Le Retour des Rois…",,. Le 30 mars 2020 dans cet enregistrement, Gims écoute plusieurs morceaux de l'album de la Sexion d'Assaut Le Retour des Rois en conduisant dans sa voiture.
Le 2 mai 2020, lors d’un retour depuis en live en Instagram avec Sniper, Sefyu et Gradur, Gims a officialisé son album 100% rap pour la rentrée 2020 au plus tard, et Le Retour des rois pour fin 2020, voire début 2021. Après la fin du premier confinement le 11 mai 2020, Gims annonce le retour de la Sexion d'Assaut avec le nouvel album Le Retour des Rois, prévu alors pour l'automne, en l'absence en L.I.O. Pétrodollars, ce dernier ayant en effet arrêté la musique pour se consacrer à la restauration à Paris. La Sexion d'Assaut fera son retour en concert à Paris La Défense Arena le 25 septembre 2021, date officiellement fixée au mois de janvier mais reporté en 2022 en raison de la crise sanitaire sévissant. Sur Instagram, Black M enregistre le premier extrait de l'album. Finalement, Gims annule le prochain album de la Sexion d'Assaut, et il va sortir très prochainement avec un nouveau single du groupe.
Le 6 décembre 2021, soit plus d'un an après l'annonce de la tournée, le groupe révèle que leur album Le Retour des Rois sortira le 14 mai 2022, exclusivement en physique, en vente dans les salles de concert de la tournée. Le 23 décembre 2021, Gims tease une apparition de SCH dans Le Retour des Rois. Le 14 mai 2022, l'album n'est toujours pas disponible, Gims explique qu'il y a du retard sur le projet et qu'il sortira dans quelques semaines,. Le 15 juin 2022, un concert au Dôme de Marseille est diffusé en direct sur W9 à 21h. Au terme d'une longue attente, le groupe annonce le premier single extrait de l'album, intitulé 10 ans, présenté comme le titre « le plus attendu de l'album » qui devait sortir le 15 juin 2022. En dernière minute, la sortie du single est annulée par refus des artistes. Mais sur Twitter, le directeur de Skyrock publie un lien où les internautes ont la possibilité de découvrir le titre en entier.
Le 7 octobre 2022, Gims annonce que Le Retour des Rois ne se fera pas dû au désaccord du collectif parisien.

## Polémiques

### Homophobie
Cinq chansons du groupe contiennent des paroles jugées homophobes : « Je crois qu'il est grand temps que les pédés périssent, coupe leur le pénis, laisse les morts, retrouvés sur le périphérique » dans la chanson On t'a humilié sur le street album 'La terre du milieu' en 2006 ; « Lointaine est l'époque où les homos se maquaient en scred / Mais vas-y bouge Vas-y bouge / Toutes ces pratiques ne sont pas saines » dans la chanson Cessez le feu ; « Il est devenu gay à croire que ça manque de chattes » dans la chanson Choqué et « Ya à mon goût beaucoup trop de gays » sur le street album 'L'écrasement de tête' ; « Bande de pédés, de pédales, de bâtards, les singes ne mangent pas que des bananes » dans la chanson 22h45 sur l'album 'Le renouveau' en 2008.
En juin 2010, lors d'un entretien officiel dans le magazine International Hip-Hop, Lefa (un membre du groupe) indique : « Pendant un temps, on a beaucoup attaqué les homosexuels parce qu'on est homophobe à cent pour cent et qu'on l'assume » ainsi que « pour nous, le fait d'être homosexuel est une déviance qui n'est pas tolérable » et que « l’homosexualité est loin de nos pratiques. On ne la comprend pas. On vient d'un milieu où il n'y en a pas ». 
À la suite de ces déclarations, Fun Radio et NRJ interdisent Sexion d'Assaut d’antenne et des appels à l’annulation de concerts sont lancés. Le groupe diffuse alors un communiqué déclarant que « Sexion d’assaut tient à s’excuser auprès de ceux qui en ont été blessés ou choqués ». L’association SOS Homophobie demande que Sexion d'assaut ne puisse pas participer aux MTV Europe Music awards, le 7 novembre 2010 à Madrid en affirmant que : « Sexion d'assaut n'est pas digne de représenter la France ». Le 12 octobre 2011, un accord est signé avec la fédération LGBTI+, prenant acte de la réalisation des engagements du groupe, et qui considère la polémique comme éteinte,. 
Mise en cause par le groupe Sexion d’assaut, la journaliste qui avait rapporté les propos dans le magazine Hip Hop, Nathalie Sorlin, voit sa réputation professionnelle détruite et perd son activité. Elle porte plainte fin 2010 pour diffamation et injure publique. Barack Adama, de son vrai nom Adama Diallo, est condamné le 14 mars 2013 à verser des dommages et intérêts à Nathalie Sorlin par la 17e chambre du tribunal de grande instance de Paris,.
En 2021 le magazine Abcdr du son publie une enquête sur cette affaire, dont le chanteur Barack est le principal protagoniste,.

### Polémique indirecte sur le nom du groupe
Lors du choix du nom, les protagonistes semblaient ignorer totalement l'existence historique de la Section d'Assaut (SA ; Sturmabteilung en allemand), branche paramilitaire du parti nazi, donc le nom du groupe n'y fait pas référence, les membres précisant par ailleurs en 2012 que « les sections d’assaut existent dans toutes les armées ».

## Discographie

### Albums studio
- 2010 : L'École des points vitaux
- 2012 : L'Apogée

### Mixtapes
- 2006 : La Terre du Milieu
- 2009 : Les Chroniques du 75
- 2011 : En attendant L'Apogée : les Chroniques du 75

### Street albums
- 2008 : Le Renouveau
- 2009 : L'Écrasement de tête

### Albums live
- 2012 : L'Apogée à Bercy

## Distinctions
| Album/concours                                           | Prix/récompense | Date de la remise du prix |
| -------------------------------------------------------- | --- | ------------------------- |
| Le Grand prix Sacem 2012, chanson de l'année 2012        | Prix Rolf Marbot de la chanson de l'année pour Avant qu'elle parte.                                                     | 26 novembre 2012          |
| NRJ Music Awards, groupe-duo francophone de l'année 2012 | Vainqueurs | 26 janvier 2013           |
| NRJ Music Awards, chanson francophone de l'année 2012    | Vainqueurs avec Avant qu'elle parte                                                                                     | 26 janvier 2013           |
| Trace Awards, Meilleure chanson                          | Vainqueurs avec Wati house devant Youssoupha et Ayna On se connaît, Tal Le sens de la vie et Orelsan La terre est ronde | 14 mai 2013               |
| Trace Awards, Meilleure prestation live                  | Vainqueurs devant Orelsan, Youssoupha et Disiz                                                                          | 14 mai 2013               |